# Matabeleland Południowy
Matabeleland Południowy to prowincja położona w zachodniej części Zimbabwe. Posiada ona powierzchnię 54 172 km², populacja zaś liczy ok. 650 000 osób. Stolicą tej prowincji jest Gwanda.

## Geografia
Prowincja leży na skraju Pustyni Kalahari, dlatego jest bardzo sucha, a tereny są jałowe.

## Podział administracyjny
Prowincja podzielona jest na 6 dystryktów.

### Dystrykty
- Dystrykt Beitbridge
- Dystrykt Bulilimamangwe
- Dystrykt Gwanda
- Dystrykt Insiza
- Matobo
- Dystrykt Umzingwane